# Żdżar (Mazovie)
Pour les articles homonymes, voir Żdżar.
Żdżar (prononciation : [ʐd͡ʐar]) est un village polonais de la gmina de Kotuń dans le powiat de Siedlce de la voïvodie de Mazovie dans le centre-est de la Pologne.
Il se situe à environ 9 km à l'ouest de Kotuń (siège de la gmina), 23 km à l'ouest de Siedlce (siège du powiat) et à 65 km à l'est de Varsovie (capitale de la Pologne).
Le village comptait approximativement une population de 204 habitants en 2010.

## Histoire
De 1975 à 1998, le village appartenait administrativement à la voïvodie de Siedlce.

Depuis 1999, il appartient administrativement à la voïvodie de Mazovie